# La Chapelle-Marcousse
La Chapelle-Marcousse är en kommun i departementet Puy-de-Dôme i regionen Auvergne-Rhône-Alpes i centrala Frankrike. Kommunen ligger i kantonen Ardes som tillhör arrondissementet Issoire. År 2022 hade La Chapelle-Marcousse 64 invånare.

## Befolkningsutveckling
Antalet invånare i kommunen La Chapelle-Marcousse
| Referens: INSEE |